# دوري بوندسليغا 2 للسيدات 2012–13
دوري بوندسليغا 2 للسيدات 2012–13 (بالألمانية: 2. Frauen-Bundesliga 2012/13)‏ هو موسم من دوري بوندسليغا 2 للسيدات ‏. أشرف على تنظيمه اتحاد ألمانيا لكرة القدم، وكان عدد الأندية المشاركة فيه 24، وفاز فيه BV Cloppenburg (women) ‏.